# Центральна (зупинний пункт)
Центра́льна — пасажирський залізничний зупинний пункт у межах Шевченківського залізничного вузла Шевченківської дирекції Одеської залізниці.
Знаходиться в майже в центрі міста Сміла Черкаської області, звідки й назва на лінії Імені Тараса Шевченка — Золотоноша I між станціями Імені Тараса Шевченка (4 км) та Сміла (3 км).
На платформі зупиняються приміські електропоїзди.